# Everything (Michael Bublé-sang)
"Everything" er en sang indspillet af den canadisk-italienske sanger Michael Bublé. Den blev udgivet som førstesingle fra hans tredje album fra et stort pladeselskab Call Me Irresponsible den 23. april, 2007

## Trackliste
- UK CD single #1 / 7" vinyl[1]

1. "Everything" (Album Version) - 3:36
2. "Home" (American Remix) - 4:04

- UK CD single #2[2]

1. "Everything" (Album Version) - 3:36
2. "These Foolish Things (Remind Me of You)" - 4:48
3. "Everything" (Alternative Mix) - 3:30

## Hitlister
| Hitliste (2007–08)                               | Højestek placering |
| ------------------------------------------------ | ------------------ |
| Australien (ARIA)                                | 19                 |
| Østrig (Ö3 Austria Top 40)                       | 34                 |
| Belgien (Ultratip Flanderen)                     | 2                  |
| Belgien (Ultratip Wallonien)                     | 4                  |
| Brazilian Singles Chart (ABPD)                   | 29                 |
| Canada (Canadian Hot 100)                        | 10                 |
| Danmark (Track Top-40)                           | 19                 |
| Europa (European Hot 100 Singles)                | 29                 |
| Ungarn (Rádiós Top 40)                           | 9                  |
| Irland (IRMA)                                    | 39                 |
| Italien (FIMI)                                   | 1                  |
| Holland (Dutch Top 40)                           | 9                  |
| Holland (Single Top 100)                         | 5                  |
| Norge (VG-lista)                                 | 8                  |
| Portugal (Billboard)                             | 6                  |
| Sverige (Sverigetopplistan)                      | 43                 |
| Schweiz (Schweizer Hitparade)                    | 28                 |
| Storbritannien Singles (Official Charts Company) | 38                 |
| USA Billboard Hot 100                            | 46                 |
| USA Adult Top 40 (Billboard)                     | 31                 |
| USA Adult Contemporary (Billboard)               | 1                  |
| US Jazz Songs (Billboard)                        | 12                 |

| Hitliste (2007)                   | Placering |
| --------------------------------- | --------- |
| Australia (ARIA)                  | 87        |
| Hungary (Rádiós Top 40)           | 62        |
| Netherlands (Dutch Top 40)        | 20        |
| Netherlands (Single Top 100)      | 10        |
| US Adult Contemporary (Billboard) | 4         |